# Anna Karenina (film din 2013)
Anna Karenina este o coproducție italo-germană, sub regia lui Christian Duguay, care transpune pe ecran romanul cu același nume al scriitorul rus Lev Tolstoi.

## Acțiune
În centrul acțiunii este Anna Karenina, ea pleacă de la St. Petersburg la Moscova unde caută să salveze căsnicia fratelui ei. În Petersburg ea îl întâlnește pe ofițerul Vronski, care fascinat de frumusețea ei, face totul pentru a o cuceri pe Anna. Deoarece căsătoria Annei nu este prea fericită, acest lucru îi va reuși ofițerului, . Anna care se îndrăgostește de Vronski, își va părăsi familia și acceptă să fie de societatea contemporană, acuzată de adulter. Cu timpul se potolește patosul iubirii ofițerului, Anna se simte neglijată, Karenin, soțul ei nu-i permite să-și revadă băiețelul. Deznădăjduită tânără femeie se sinucide, aruncându-se în fața trenului.

## Distribuție
- Anna Karenina -	Vittoria Puccini
- Contele Vronski -	Santiago Cabrera
- Karenin -	Benjamin Sadler
- Kitty -	Lou de Laâge
- Levin -	Max von Thun
- Dolly -	Carlotta Natoli
- Stiva -	Pietro Sermonti
- Contesa Vronskaia -	Angela Molina
- Betsy Tverskaia -	Léa Bosco
- Lidia Ivanovna -	Patricia Vico
- Varenka -	María Castro
- Prințesa Șerbațkaia -	Sydne Rome
- Serioja -	Dylan Pierce